# Farges-en-Septaine
Farges-en-Septaine é uma comuna francesa na região administrativa do Centro, no departamento Cher. Estende-se por uma área de 24,68 km². Em 2010 a comuna tinha 1 032 habitantes (densidade: 41,8 hab./km²).